# Busoniomimus manjunathi
Busoniomimus manjunathi är en insektsart som beskrevs av Chandrasekhara A. Viraktamath 1985. Busoniomimus manjunathi ingår i släktet Busoniomimus och familjen dvärgstritar. Inga underarter finns listade i Catalogue of Life.